# 塔德烏什·雷格
塔德烏什·雷格（波蘭語：Tadeusz Reger，1872年4月12日—1938年10月15日）是切申西里西亞的社會主義政治家，帝國議會議員與1919年到1935年任波蘭第二共和國議會議員。曾參與切欣公國全國委員會。

## 生平
他是美國移民建築師卡罗尔與艾瑪所生之儿子，從美國移民後，一家在普热梅希尔定居。1889年，从克拉科夫的圣安妮体校毕业。在經歷三年藥學實踐後致力于在雅盖隆大学学习药学，但没完成這一学业。
早在求學期间，就多次參與社会主义活动，而因此多次奥地利帝國当局监禁。他积极参加波兰加利西亚和西里西亚社会民主党的新闻雜誌《Naprzód》的編輯工作。任该报总编辑至1895年，後由埃米爾·海克接任。
1895年，雷格在卡尔维纳的波伦巴定居，在那里他參與切辛西里西亚的波兰社会主义运动。1897年，他在那里创办了《Równość》杂志，1903年杂志破产后，負責编辑《Robotnik Śląski》。起初，他与捷克社会民主黨紧密合作。1897年，他助推捷克社会主义者彼得·辛格拉当选维也纳议会议员。1901年，他成立了摩拉维亚、加利西亚和西里西亚矿工社会主义联盟，并任该联盟的秘书。而後，在20世纪初，捷克與波兰的民族間的冲突爆发，当地各社会主义党派路线也发生分歧。
1906年，他哥哥维托尔德（1876-1904，社会主义活动家）的遗孀米卡琳娜成为他的妻子。同年，他组织了波蘭加利西亞社會民主黨在西里西亚分部。1907年5月，他代表该党和Powiat polityczny Frysztat縣当选为维也纳国务委员会第11届任期（1907-1911）的代表，但他将自己的席位让给了来自克拉科夫的伊格納齊·達申斯基，后者在1907年12月16日的补选中获胜。1911年他再次当选，並在国务委员会处理西里西亚矿工和工人的社会问题。他反对捷克社会主义者的所谓自治概念，他認為所謂自治不過是為了推動希斯辛的捷克工人和农民的捷克化罷了。
1907年，他与他人共同创建了「希斯辛部隊」，该部队後而成为希斯辛西里西亚步枪手协会的成员來源，该协会也是在雷格的倡议下于1910年成立的。从1913年起，他任切申市议员。第一次世界大战期间，他支持在奥匈帝国的基础上解决波兰的事业，1914年他是波蘭加利西亞政治組織最高国民委员会的委員。1915年12月到1917年6月，他在皮乌苏德斯基军团（波蘭語：Legionach Piłsudskiego）服役。1917年春，他在奥地利国务委员会上发言，赞成将西里西亚并入波兰。1918年秋，被選入切欣公國全國委員會的委員会，代表该委员会与捷克方面就该地区的划分进行了谈判。他是1918年11月5日协议的签署者之一。1919年初，當選制宪会议代表，成為波蘭加利西亞社會民主黨黨員，同年春該黨與波蘭社會黨合併後加入該黨。並在1922年、1928年和1930年被选为切欣市议员。
他与波兰社會主義工人黨保持联系，并批評1938年波兰吞并捷克西里西亚的提議。他也是名社会活动家，他为在希斯金的疾病基金和在比斯特拉Śląska的矿业疗养院的建设做出了贡献。最终在Bystrá (Pelhřimov District)的一次治疗中去世，他為儿子维塔斯因在波兰占领佐尔济时被捷克军队杀害而早逝所伤心。1938年10月18日，他被埋葬在切欣市卡托维卡街的中央公墓。